# 熊谷良雄
熊谷 良雄（くまがい よしお） は、日本の建築工学者。筑波大学名誉教授。元地域安全学会会長。

## 人物・経歴
1967年東京工業大学理工学部建築学科卒業。1972年東京工業大学大学院理工学研究科建築学専攻修了、工学博士、東京工業大学助手。1974年建設省建築研究所主任研究員。1981年筑波大学講師。1985年筑波大学助教授。1997年筑波大学教授。1999年地域安全学会会長。2000年日本都市計画学会評議員。2007年筑波大学名誉教授。2010年地域安全学会技術賞受賞。